# SN 2007ow
SN 2007ow – supernowa typu Ia-? odkryta 12 października 2007 roku w galaktyce A213402-0044. W momencie odkrycia miała maksymalną jasność 22,20m.